# Laurence Jackson
Laurence Jackson, född 16 september 1900 i Carnwath, Skottland, död 27 juli 1984 i Biggar, Skottland, var en brittisk curlingspelare. Han blev olympisk guldmedaljör vid olympiska vinterspelen 1924 i Chamonix. Han var son till curlingspelaren Willie Jackson.